# Van Raalte
Van Raalte är ett amerikanskt företag som specialiserar sig på att tillverka och saluföra damunderkläder – i huvudsak underklänningar och underkjolar – samt nylonstrumpor och handskar. Företaget grundades 1913 av Emanuel Van Raalte (1864–1930). År 1970 köptes företaget av Cluett, Peabody & Co och på 1990-talet förvärvades det av Warnaco.

## Bildgalleri

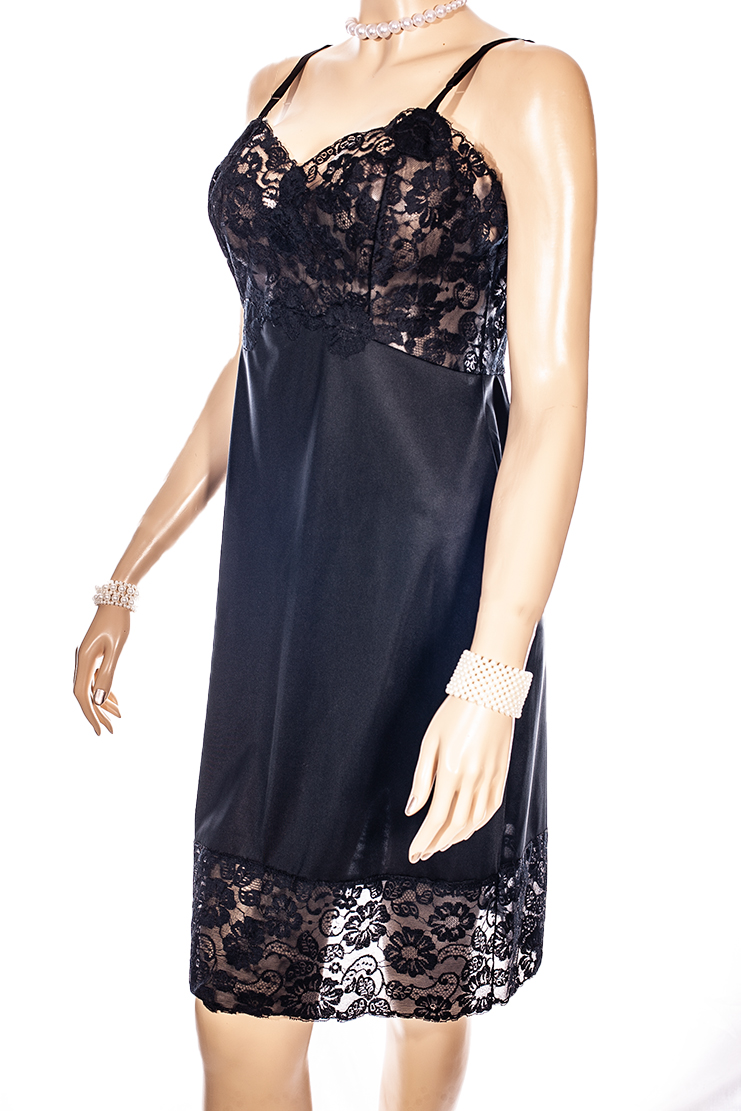
Svart underklänning från Van Raalte med spetsapplikationer.